# Szabó Károly (gazdálkodó)
Szabó Károly, teljes nevén: Szabó Károly András Pál (Celldömölk, Vas vármegye, 1901. szeptember 23. – ?, 1978. szeptember 2.) magyar gazdálkodó, gőzmalom-tulajdonos, országgyűlési képviselő.

## Élete
Római katolikus vallású családban született. Apja, Szabó Károly molnármester a város iparos közösségének aktív tagja volt, nagy összeggel járult hozzá a helyi ipartestületi székház felépítéséhez, sőt a zászlóhoz is 400 pengőt adott; anyja, Szkok Amália pedig az ipartestületi zászlóanyai tisztséget vállalta magára.
Középiskoláit a székesfehérvári főreáliskolában végezte, ott tett érettségit is. Apjától megörökölt gőzmalmának tulajdonosaként a húszas évei elejétől részt vett szülővárosa gazdasági és kereskedelmi mozgalmaiban és hamar népszerű alakja lett a térség közéletének. Községi képviselőnek és törvényhatósági bizottsági tagnak is megválasztották, de tagságot viselt az Automobilklubban is, a Katholikus Legényegylet pedig dísztagjává nyilvánította.
Ugyancsak egészen fiatalon bekapcsolódott egyes politikai mozgalmakba, az 1939. évi általános választáson pedig elindult országgyűlési képviselőjelöltként is, a celldömölki kerületben, a Magyar Élet Pártja programjával. A pártnak hivatalos jelöltje is volt a kerületben, Nagy Imre személyében, így kettejük között igen erős küzdelem döntötte el a mandátum sorsát, az ő javára.
1936. január 2-án Budapesten feleségül vette Lippai Erzsébet Julianna Veronikát.

### Gőzmalmának története
Szabó Károly gőzmalma, A magyar ipar almanachja 1929-es kiadásában közölt adatok szerint 1886-ban épült és eredetileg a Kemenesaljai Részvénytársaság tulajdona volt. A család kezébe 1900-ban került, saját kezelésbe pedig az apa, idősebb Szabó Károly vette 1908-ban. 1929-ben a malomnak már saját telefonvonala volt, csakúgy, mint egyetlen fióktelepüknek, a gércei Amália-gőzmalomnak is. A fiatalabbik Szabó 1921-ben kapcsolódott be a szakmába, mint az üzem vezetője, 1927-től pedig mint felelős vezető. Ugyancsak 1921-től János öccse is a szakmában működött, 1925-ben pedig a fióktelep önálló vezetője lett.